# 파이어폭스 OS
파이어폭스 OS(프로젝트 이름: Boot to Gecko, B2G)는 모질라가 개발한 스마트폰 및 태블릿 컴퓨터용 오픈 소스 운영 체제이다. HTML5 응용 프로그램들이 자바스크립트를 이용하여 기기의 하드웨어를 통합할 수 있게 구현한다. 안드로이드 호환 스마트폰 및 라즈베리파이에서도 시연되었다. 2.6 버전을 끝으로 스마트폰을 대상으로 2016년 5월 개발을 종료할 예정이다.

## 단말기
파이어폭스 OS(Firefox OS)는 중남미, 동유럽 등의 중진국 이하 신흥시장을 겨냥하고 있으며, 이에 따라 합리적 가격대의 중저가 단말기 출시를 목표로 하고 있다. 2013년 2월에 스페인 바르셀로나에서 열린 모바일 월드 콩그레스(Mobile World Congress)에서 처음으로 ZTE의 오픈(Open)과 알카텔(Alcatel)의 원터치 파이어(One Touch Fire)가 발표되었으며, 이 중 ZTE의 오픈(Open)은 2013년 7월 스페인 통신사업자인 텔레포니카를 통해 69유로에 출시되었다.

## 코어 기술

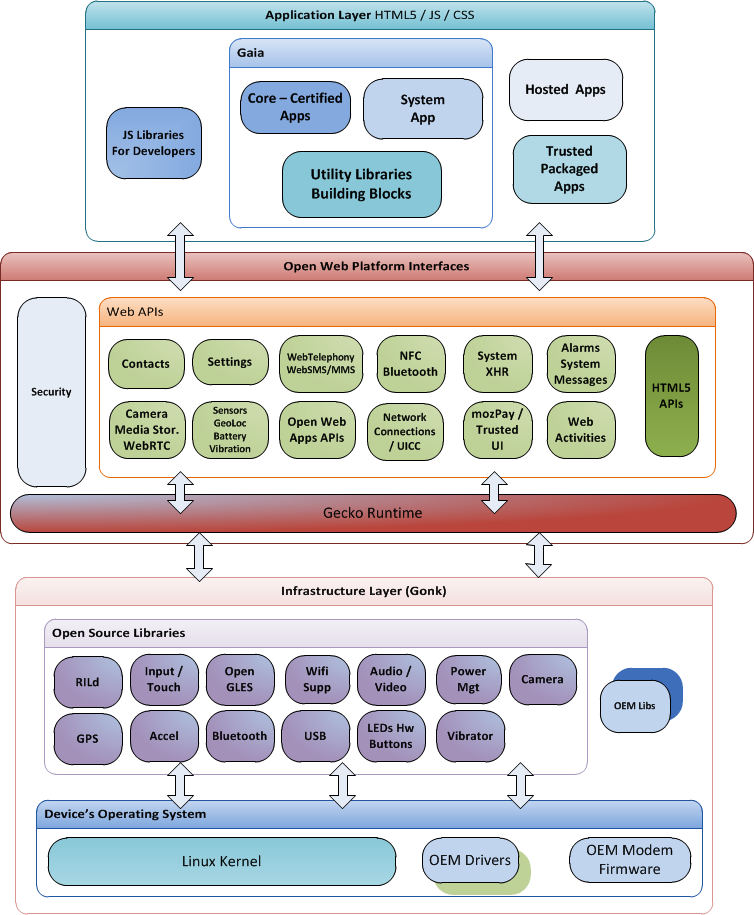
파이어 폭스 OS 아키텍처 다이어그램

세 가지의 주요 소프트웨어 기술 계층으로 이루어져 있다.
- Gonk –리눅스 기반 커널과 하드웨어 추상화 계층
- Gecko – 레이아웃 엔진과 애플리케이션 런타임 서비스 계층
- XULRunner - 모질라의 XUL을 구동하기 위한 런타임 시스템
- Gaia – HTML5 계층과 사용자 인터페이스 시스템

## 버전 변천사
| 버전  | 출시일           | 코드네임 | Gecko 버전 | Security Fixes 포함 |
| ----- | ---------------- | -------- | ---------- | ------------------- |
| 1.0   | 2013년 2월 21일  | TEF      | Gecko 18   | Gecko 18            |
| 1.0.1 | 2013년 9월 6일   | Shira    | Gecko 18   | Gecko 20            |
| 1.1.0 | 2013년 10월 9일  | Leo      | Gecko 18   | Gecko 21            |
| 1.2.0 | 2013년 12월 9일  | Koi      | Gecko 26   | Gecko 26            |
| 1.3.0 | 2014년 3월 18일  | TBD      | Gecko 28   | Gecko 28            |
| 1.4.0 | 2014년 6월 9일   |          | Gecko 30   | Gecko 30            |
| 2.0.0 | 2014년 9월 1일   |          | Gecko 32   | Gecko 32            |
| 2.1.0 | 2014년 11월 21일 |          | Gecko 34   | Gecko 34            |

## 주요 파트너
파이어폭스 OS의 개발주체인 모질라 재단에 따르면 현재 파이어폭스 OS를 기반으로 한 단말기를 출시하기로 한 제조업체들은 다음과 같다.

### 제조사 파트너
- 퀄컴
- 알카텔
- LG전자
- ZTE
- 화웨이
- SPREADTRUM
- VIA
- ARM(CPU)
- 파나소닉

### 통신사 파트너
- Sprint
- T-mobile
- KDDI
- KT
- 차이나유니콤
- 메가폰
- 텔레노르
- 텔레포니카
- VEVO
- movistar
- 텔레콤 이탈리아
- TMN
- 싱가포르 텔레콤
- 에티살랏
- 아메리카 모빌
- indosat
- TELKOMSEL
- 보다폰
- 버라이즌
- LG U+

### 서비스 파트너
- 트위터
- 위키백과
- 디즈니
- 사운드클라우드
- 라인 (기업)
- 핀터레스트
- yelp
- 냅스터
- 유튜브
- The Weather Channel
- 뉴욕 타임즈

### Open Web Device(CRB)
여기선 CRB은 파이어폭스 OS의 파편화 방지와 발전을 위한 위원회를 뜻한다.

#### 통신사
- T-mobile
- KDDI
- 텔레포니카
- 텔레노르

#### 제조사
- LG전자
- 모질라
- 퀄컴
- 소니 모바일
- SPREADTRUM
- TCL
- ZTE

## 경쟁 운영체제
파이어폭스 OS의 주요한 경쟁 모바일 운영체제로는 노키아의 저가단말기용 운영체제인 아샤(Asha)와 삼성전자의 자바 기반 REX 플랫폼 등이 거론된다.

## 같이 보기
- KaiOS
- 스테이지프라이트
- 미고 (운영 체제)
- 세일피시 OS
- 웹OS

## 참조
1. ↑  B2G/Architecture - Mozilla Wiki
2. ↑  “Firefox OS homepage”. 2015년 12월 4일에 원본 문서에서 보존된 문서. 2012년 11월 16일에 확인함.
3. ↑  “Introduction to Firefox OS”. Mozilla. 2012년 8월 21일. 2012년 10월 13일에 원본 문서에서 보존된 문서. 2012년 9월 17일에 확인함.
4. ↑  Ginny Maies (2012년 2월 28일). “First Look at Mozilla's Web Platform for Phones: 'Boot to Gecko'”. PCWorld. 2012년 4월 2일에 원본 문서에서 보존된 문서. 2012년 3월 23일에 확인함.
5. ↑  “Mozilla making mobile OS using Android”. 《blog》. I Didn't Know That!. July 2011. 2013년 10월 3일에 원본 문서에서 보존된 문서. 2011년 8월 4일에 확인함.
6. ↑  ZTE Open opens up Firefox OS (hands-on)[깨진 링크(과거 내용 찾기)],≪CNET≫,2013년 7월 8일 확인
7. ↑  Alcatel One Touch Fire: Hands-on with the first Firefox phone[깨진 링크(과거 내용 찾기)],≪CNET≫,2013년 7월 8일 확인
8. ↑  파이어폭스 스마트폰 `ZTE 오픈` 출격 보관됨 2013-07-07 - 웨이백 머신,≪전자신문≫,2013년 7월 8일 확인
9. ↑  “Release Management/B2G Landing - MozillaWiki”. MozillaWiki. 2013년 3월 24일에 확인함.
10. ↑   보관됨 2015-07-01 - 웨이백 머신,2015년 6월 28일 확인